# Ghost navigator
 (septembre 2012).
Ghost Navigator est un navigateur web édité par la société NetScop. Il se connecte aux serveurs proxy gérés par l'éditeur afin de rendre la connexion anonyme et permettre aux utilisateurs d'outrepasser des filtres installés sur leur réseau.

## Description
Le principe de fonctionnement se base sur la technologie socks. Le logiciel va établir à chaque démarrage une connexion sécurisée à ce serveur et toutes les données transférées sont cryptées afin d’empêcher les écoutes numériques par les fournisseurs d'accès à internet ou les administrateurs réseau.
Ce logiciel permet ainsi de changer l'adresse IP et la localisation de l'utilisateur et de masquer la configuration de son ordinateur aux sites qu'il visite. Il inclut aussi les principales fonctions disponibles dans la majorité des navigateurs comme la gestion des favoris, le blocage des popups, etc.